# Tolminske Ravne
Tolminske Ravne so naselje v Občini Tolmin.